# André Schmitz
Pour les articles homonymes, voir Schmitz.
André Schmitz est un écrivain belge francophone, né le 17 août 1929 à Erneuville et mort le 15 janvier 2016 d'une leucémie à Turpange, en province de Luxembourg, où il habitait. 

## Biographie
Enseignant, il a longtemps vécu dans la commune de Messancy. 
Il a séjourné en Afrique centrale, au Liban, au Québec et en Inde. 
Il reste un homme discret, malgré la haute tenue de sa poésie, les multiples prix obtenus et la reconnaissance de certains de ses pairs.

## Prix et distinctions
- 1975 : Prix triennal de poésie pour Soleils rauques
- 1987 : Prix de la Fondation A. et J. Goffin pour l’ensemble de son œuvre
- 1991 : prix Tristan-Tzara pour Les Prodiges ordinaires
- 2000 : Prix Mallarmé pour Incises incisions
- 2013 : Prix Maurice Carême pour son recueil Pour ainsi dire Pour ainsi vivre

Il a également reçu le prix quinquennal de la littérature (couronnement d'œuvre) de la Communauté française de Belgique

## Œuvres
- Pour l’amour du feu, aux éditions des Artistes, 1961
- À voix double et jointe, éditions du Verseau, 1965
- Soleils rauques, André de Rache, Bruxelles 1973  Prix triennal de poésie, Bruxelles 1975
- Oiseaux, éclairs et autres instants, 1977
- Une poignée de jours,
- Les Prodiges ordinaires, L'Âge d'homme, Lausanne 1991 Prix Tristan-Tzara, Paris 1991
- Raclements d'ailes, L'Arbre à paroles (Amay), Phi (Luxembourg), Les Écrits des forges (Québec), 1994
- Incises incisions, Editions Phi, 2000 (prix de l'Académie Mallarmé 2000)
- Un peu de pluie entre les dents, poèmes, Protis-L'Arbre à Paroles, 2000
- Lettres à l’Illettrée  (2000),
- Étranglement  (2001)
- Dans la prose des jours, anthologie 1961 – 2001, Introduction – Étude de Charles Dobzynski, La Renaissance du livre, 2001
- Pour ainsi dire Pour ainsi vivre, éditions Le Taillis Pré, 2012 Prix Maurice Carême, 2013